# Pasukan Gerakan Khas
Die Pasukan Gerakan Khas (PGK, malaysisch für Einheit für Spezialoperationen) ist eine Spezialeinheit der malaysischen Polizei. Die PGK in dieser Form wurde am 20. Oktober 1997 gegründet, sie besteht aber aus zwei bereits vorher existierenden Spezialeinheiten, die auch heute noch getrennt voneinander operieren, nämlich der Unit Tindakan Khas (UTK, Einheit für spezielle Maßnahmen) und 69 Komando (VAT 69). Der Stationierungsort ist Bukit Aman am Stadtrand von Kuala Lumpur.

## Unit Tindakan Khas (UTK)

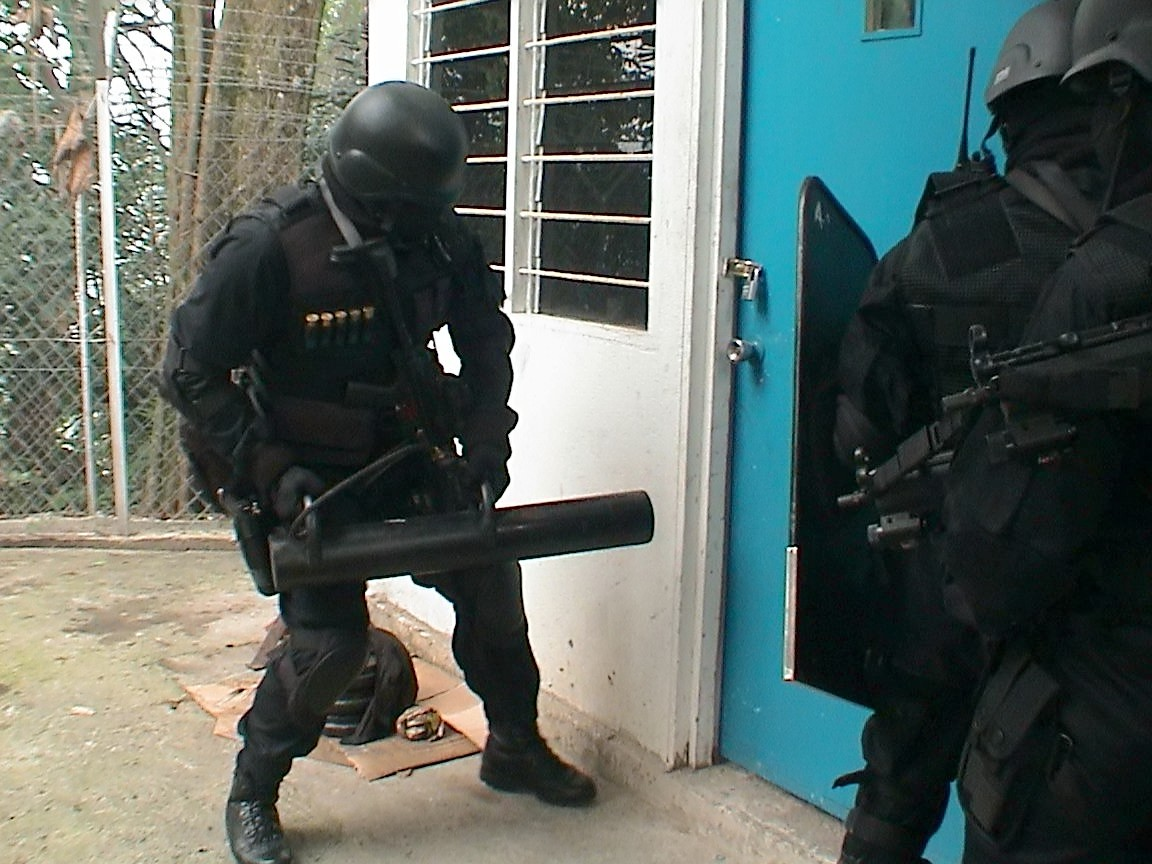
Mitglieder der UTK beim Üben einer Hausstürmung.

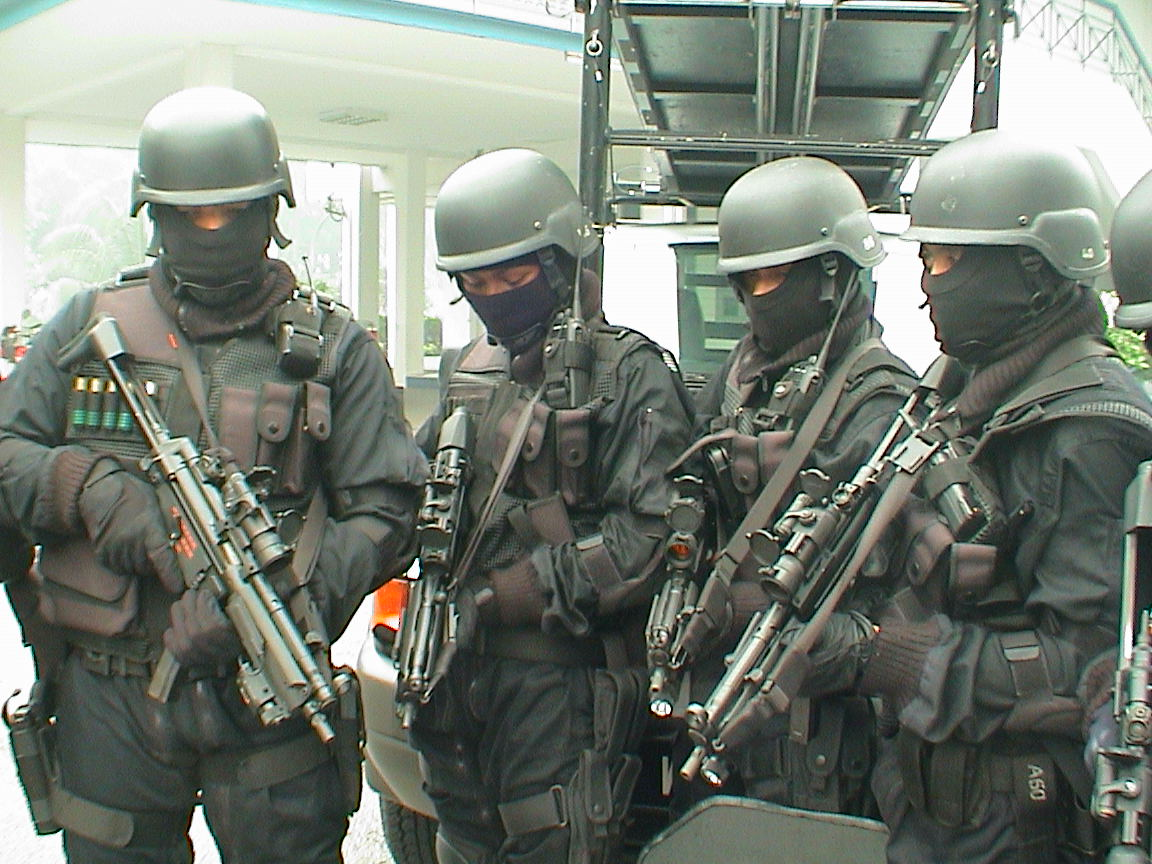
Mitglieder der UTK mit Maschinenpistolen vom Typ Heckler & Koch MP5A5.

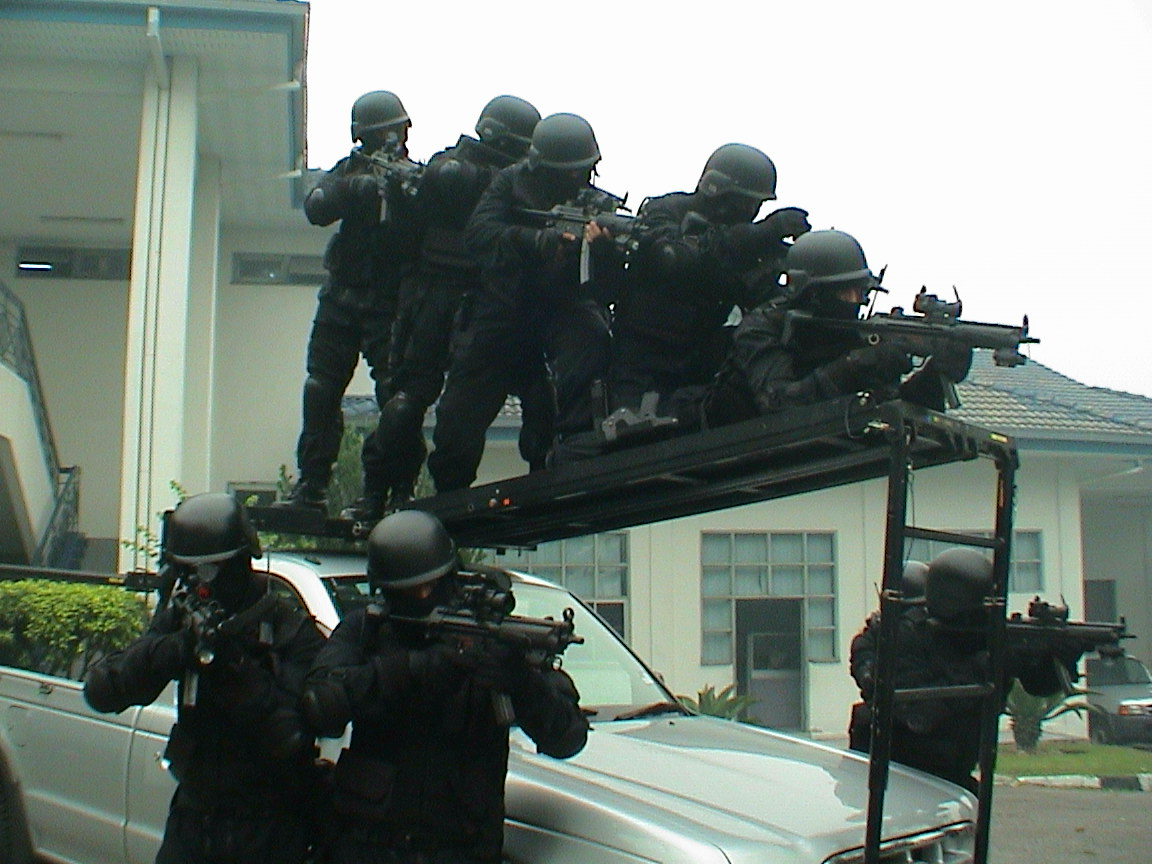
Mitglieder der UTK mit speziell für den Zugriff umgebautem Fahrzeug.

Die UTK wurde 1975 gegründet, nachdem im August des Jahres Mitglieder der linksradikalen Terrorgruppe Japanische Rote Armee in der malaysischen Hauptstadt Kuala Lumpur 50 Menschen als Geiseln nahmen, darunter den Konsul der Vereinigten Staaten und den Geschäftsträger der schwedischen Botschaft, dadurch die Freilassung von fünf verhafteten Terroristen erzwangen und sich anschließend per Flugzeug nach Libyen absetzten. Ähnlich wie die deutsche Polizei zwei Jahre zuvor bei der Geiselnahme von München hatte die malaysische Polizei zu diesem Zeitpunkt keine Einheit, die für einen derartigen Vorfall adäquat ausgebildet oder ausgerüstet war. Aus diesem Grund wurde die Unit Tindakan Khas gegründet, mit dem Ziel, Geiselnahmen und terroristische Aktionen in urbanem Gebiet abzuwehren und öffentliche Veranstaltungen zu überwachen. Zum Aufgabengebiet der UTK gehören Terrorismusbekämpfung, Geiselbefreiung und polizeiliche Zugriffe. Die UTK hat demnach ein ähnliches Aufgabenprofil wie die deutschen Spezialeinsatzkommandos der Polizei oder die US-amerikanischen SWAT-Einheiten. Sie besteht aus etwa 300 Mitgliedern.
Die Mitglieder der UTK tragen ein weinrotes Barett mit dem Emblem der malaysischen Polizei. Bei Paraden wird es zudem mit einem roten Federbusch versehen. Das Verbandsabzeichen zeigt auf rotem Grund einen weißen, geflügelten Krisdolch sowie ein Spruchband mit dem Motto der PGK, Warisan Darah Perwira (dt. „Das Erbe des Heldenblutes“).

### Rekrutierung und Ausbildung
Um Mitglied der UTK zu werden, müssen Kandidaten, die in der Regel bereits erfahrene Polizisten aus anderen Bereichen sind, zunächst einen zweiwöchigen Auswahlkurs bestehen, um in das Ausbildungsprogramm der Einheit aufgenommen zu werden. Bei erfolgreicher Absolvierung dieses Auswahlkurses beginnt eine zwölfwöchige Grundausbildung. Anschließend folgt ein spezialisiertes Training, um den Kandidaten für eine bestimmte Rolle innerhalb der Spezialeinheit zu qualifizieren, dieses dauert nochmals drei bis vier Wochen, kann jedoch auch bis zu drei Monate dauern, falls es im Ausland absolviert wird. Zu diesen spezialisierten Rollen gehören die eines Präzisionsschützen, Personenschützers, Kampfschwimmers, Überwachers und Fallschirmspringers. Auch Frauen sind im Dienst der UTK zugelassen.

### Einsätze und Kontroverse
Die UTK hat im Laufe der Jahre mehrere kriminelle Gruppierungen zerschlagen. Zu diesen gehörten mehrfach auch ehemalige Soldaten der Streitkräfte Malaysias oder der Streitkräfte Singapurs.
Über einige Einsätze wurde in der malaysischen Presse besonders intensiv berichtet.
- Die M16 Gang hatte in den Jahren von 2000 bis 2002 bei mehreren Raubüberfällen eine Beute im Gesamtwert von etwa 21,28 Millionen malaysischen Ringgit erlangt (nach damaligem Umrechnungskurs etwa 5,3 Millionen Euro). Angeführt von Sunny Chai, einem bekannten Bankräuber, war sie nach den Sturmgewehren vom Typ Colt M16 benannt, welche sie bei ihren Überfällen benutzte. Am 27. Dezember 2002 wurden drei Mitglieder, darunter Anführer Sunny Chai, auf dem Weg zu einem weiteren Überfall von der UTK gestellt und zwei von ihnen bei der sich daraufhin entwickelnden Schießerei getötet. Das dritte Mitglied konnte zunächst entkommen, wurde jedoch am frühen Morgen des nächsten Tages wieder aufgespürt und in einer erneuten Schießerei ebenfalls getötet. Mit dem Tod des Anführers galt die Bande als zerschlagen.[5]

Als auffällig gilt, dass die UTK sich scheinbar häufig tödliche Schießereien mit den kriminellen Banden liefert, die sie zu stellen versucht. So starben in Malaysia zwischen 1989 und 1999 insgesamt 635 Personen durch polizeilichen Schussgebrauch (in Deutschland im selben Zeitraum 137 Personen), und angeblich wird über die UTK gesagt, dass es bei ihren Einsätzen immer Tote gibt. Amnesty International vermutet, dass die UTK gegen bekannte Schwerverbrecher eine Politik der gezielten Tötung verfolgt. Die Einheit selbst bestreitet diesen Vorwurf, und verweist darauf, dass sie ihre Einsätze stets ohne Schussabgabe zu lösen versucht. Die potenziellen Zielpersonen seien jedoch häufig schwer bewaffnete und äußerst gewaltbereite Kriminelle, die sich nicht widerstandslos festnehmen ließen.

### Mordfall Altantuyaa
Am 9. April 2009 wurden zwei Mitglieder der UTK, Azilah Hadri und Sirul Azhar Umar, von einem malaysischen Gericht wegen Mordes schuldig gesprochen und zum Tode durch Hängen verurteilt. Das Gericht sah es als erwiesen an, dass die beiden Polizisten in der Nacht vom 19. auf den 20. Oktober 2006 die Mongolin Shaariibuugiin Altantuyaa erschossen und ihre Leiche mittels Sprengung durch C4-Sprengstoff beseitigt haben. Altantuyaa arbeitete als Übersetzerin und war angeblich die Geliebte des Rüstungslobbyisten Abdul Razak Baginda, einem Vertrauten des damaligen malaysischen Verteidigungsministers und heutigen Premierministers Najib Razak. Dies sorgte für Gerüchte, die beiden Polizisten hätten nicht aus persönlichen Motiven, sondern als Auftragsmörder gehandelt. Dies wurde vor Gericht allerdings nicht bewiesen, Abdul Razak Baginda, anfänglich ebenfalls angeklagt, wurde im Oktober 2008 freigesprochen. Sirul Azhar Umar, einer der beiden Verurteilten, bezeichnete sich selbst als Sündenbock beziehungsweise Bauernopfer. Im Zuge des Prozesses musste die UTK vor Gericht öffentlich Einblick in ihre Ausbildungsmethoden und Befehlsstrukturen geben, wobei Kritik daran laut wurde, dass die Mitglieder der Einheit den Befehlen ihrer Vorgesetzten mit uneingeschränktem „Kadavergehorsam“ zu folgen hätten, was Vorfälle wie diesen möglich mache.

## 69 Komando (VAT 69)

Verbandsabzeichen von 69 Komando

69 Komando hat ein deutlich anderes Aufgabenprofil als die hauptsächlich in städtischem Umfeld operierende UTK, es handelt sich um eine paramilitärische Dschungelkampfeinheit. Die Einheit ist nach ihrem Gründungsjahr 1969 benannt, als sie aufgestellt wurde um den Kampf gegen die als „Kommunistische Terroristen“ (Communist Terrorists) bezeichneten linksradikalen Guerillas zu führen, welche zu dieser Zeit in Malaysia operierten. Diese Guerillas operierten von versteckten Lagern im Dschungel Malaysias, und 69 Komando sollte diese Lager finden und ausheben. Aus diesem Grund wurden aus der damals etwa 1.600 Mann starken paramilitärischen malaysischen Police Field Force 60 Mann ausgewählt und erhielten vom britischen SAS eine umfangreiche Dschungelkrieg- und Kommandoausbildung. Von diesen 60 Mann wurden wiederum nur die 30 besten tatsächlich in die neu entstandene Kommandoeinheit aufgenommen, und diese 30 Mann bildeten ab dem 23. Oktober 1969 die erste und zu diesem Zeitpunkt einzige Kompanie von 69 Komando. Ab 1977 wurde die Einheit um drei weitere auf seine heutige Stärke von vier Kompanien erweitert, wobei dieses Mal das neuseeländische SAS die Ausbildung übernahm und dieses Mal auch Ausbilder trainiert wurden, so dass die Einheit fortan ihren Nachwuchs selbst rekrutieren und ausbilden konnte. Bis zum Ende der kommunistischen Guerillaaktivitäten Ende der 1980er-Jahre nahm die Einheit 30 feindliche Kämpfer fest und tötete 36 weitere. Im Malaysischen wird die Einheit als 69 Komando bezeichnet, im englischsprachigen hat sich jedoch die Bezeichnung VAT 69 durchgesetzt, wobei VAT als Abkürzung für Very Able Troops steht. Ob zum gleichnamigen schottischen Whisky eine Beziehung besteht, ist unbekannt. Die Einheit ist in der Nähe der Stadt Ipoh im Bundesstaat Perak stationiert. Die kommunistischen Guerillas in Malaysia sind nicht mehr aktiv, daher hat sich das Aufgabenfeld der Einheit heute verlagert, wenn auch der Schwerpunkt nach wie vor im Dschungelkampf liegt. Auch die Bekämpfung der Piraterie zählt zu ihrem Aufgabenfeld, in diesem Zuge arbeitet 69 Komando eng mit UNGERIN zusammen, einer weiteren Spezialeinheit der malaysischen Polizei, die auf maritime Zugriffe spezialisiert ist.
Im Jahr 2007 erhielt 69 Komando ein von der Joint Interagency Task Force West (JITF West) der Vereinigten Staaten finanzierte Häuserkampftrainingsanlage im Wert von etwa 2 Millionen Ringgit (400.000 Euro).
Neben bewaffneten Einsätzen beteiligt sich die Einheit auch an Rettungsmissionen, wenn diese tief im Dschungel stattfinden und es für Mitglieder anderer staatlicher Behörden gegebenenfalls zu riskant ist, in diese Gebiete vorzustoßen.
Die Mitglieder von 69 Komando tragen ein sandfarbenes Barett, ebenfalls mit dem Abzeichen der malaysischen Polizei, bei Paraden erhält es einen gelben Federbusch. Das Verbandsabzeichen ist in schwarz, rot und gelb gehalten und zeigt zwei Karambitmesser, welche die Zahl 69 symbolisieren, einen Speer und den Schriftzug „Komando“.